# Phillipsia lutea
Phillipsia lutea är en svampart som beskrevs av Denison 1969. Phillipsia lutea ingår i släktet Phillipsia och familjen Sarcoscyphaceae.   Inga underarter finns listade i Catalogue of Life.

## Bildgalleri

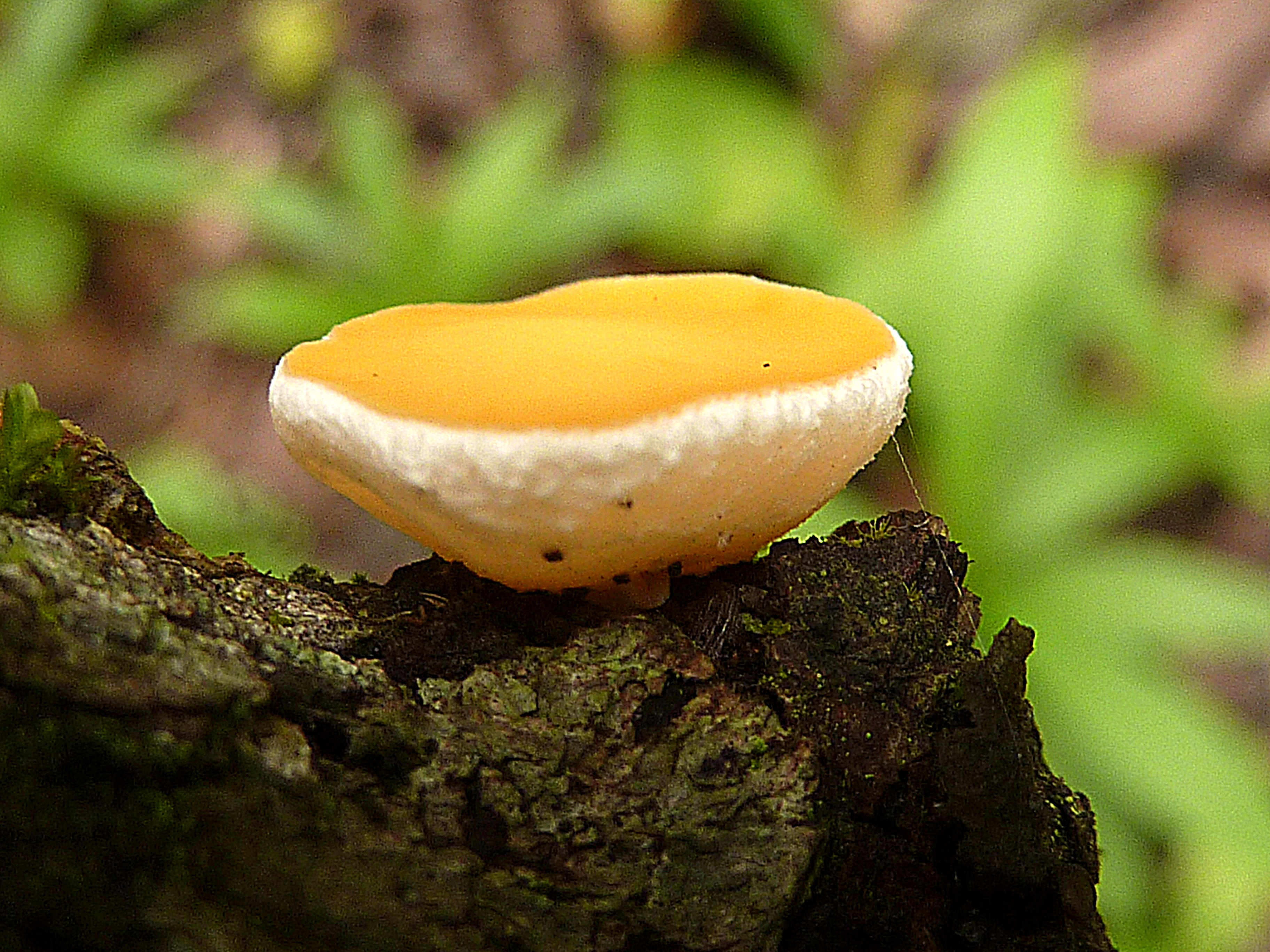